# مدرسة الصفارين
مدرسة الصفارين هي مدرسة تاريخية بفاس البالي، المغرب. تعتبر الصفارين أول المدارس التي بنتها الدولة المرينية سنة (675ه/1276م)، وأسست على يد أبي يوسف يعقوب المريني على مقربة من جامع القرويين، وسميت بهذا الاسم لوجودها بين حوانيت المشتغلين بصناعة القدور النحاسية. وكانت تعرف في السابق باسم مدرسة الحلفاويين، وعرفت أيضًا بالمدرسة اليعقوبية، ومازالت تحتفظ بأثار فنية بديعة. تميزت مدرسة الصفارين بمكتبتها القيمة، وقد الحقت هذه الأخيرة بجامعة القرويين.